# 長浦站 (東京都)
長浦站（日语：／ Nagaura eki */?）是位於東京府東京市向島區（現時：東京都墨田區）東向島6附近），京成電氣軌道（現時：京成電鐵）的白鬚線車站（廢站）。
車站位於從向島站出發後，所途經的一處彎位上。附近設有曳舟川（現時變成曳舟通）。

## 歷史
- 1928年（昭和3年）4月7日 - 車站啟用。
- 1936年（昭和11年）2月28日 白鬚線廢除，此站也被廢除[1]。

## 車站周邊
- 京成電鐵押上線京成曳舟站

## 相鄰車站
京成電氣軌道
白鬚線
向島－長浦

## 注腳
1. ↑  《京成の駅今昔.昭和の面影》JTB出版，2014年，p140